# Kościuszko w świetle nowszych badań
Kościuszko w świetle nowszych badań – książka Adama Skałkowskiego wydana po raz pierwszy w 1924 roku.

## Treść
W 1924 roku Skałkowski ogłosił krótką pracę Kościuszko w świetle nowszych badań jako drugi tom redagowanej przez siebie serii Życiorysy zasłużonych Polaków XIX i XX wieku. Praca ta wywołała duży skandal, a jej autora posądzano o brak patriotyzmu. Skałkowski rozprawia się w niej bowiem z legendą Kościuszki jako bohatera narodowego. Książka diametralnie różni się wymową od wydanej trzydzieści lat wcześniej biografii Kościuszki pióra Tadeusza Korzona, która kształtowała pozytywny obraz naczelnika insurekcji.   
Recenzje książki były sprzeczne. Skrytykował ją Wacław Sobieski, zarzucając autorowi hiperkrytycyzm i niewystarczające zagłębienie się w źródła, a także tworzenie nowych legend w miejsce starych. Krytycznie wobec pracy wypowiedział się też Adam Próchnik. Wacław Tokarz obraźliwie skrytykował Skałkowskiego wierszykiem: W pełnym świetle jego dochodzeń/Jasną gwiazdą lśni despotyzm/Wychodzi czysto na wierch/Targowicy patriotyzm..../Gdyż Kościuszko to był wariat/Co buntował proletariat.  
Tezy Skałkowskiego poparli natomiast Marceli Handelsman i Michał Bobrzyński. Pozytywną recenzję napisał także Henryk Barycz. Pisał on: "Co trwałego poza legendą stworzył Kościuszko? Wprowadził coś w ustroju społecznym ? Czy wygrał jakąkolwiek decydującą bitwę ? Czy zorganizował armię ludową jak obiecał, która byłaby w stanie przeciwstawić się przeciwnikowi ? Czy jego odwaga nie była zwykłą lekkomyślnością i ryzykanctwem niedopuszczalnym u człowieka odpowiedzialnego za losy całego narodu?". Dyskusja nad Kościuszką miał swój epilog na IV Powszechnym Zjeździe Historyków Polskich w Poznaniu 6-8 grudnia 1925 roku. 
Kościuszko w świetle nowszych badań to typowa praca polemiczna – ma zaledwie 48 stron i składa się z 14 krótkich rozdziałów. Już w pierwszym rozdziale Skałkowski opisuje wygląd i "typ antropologiczny" swojego bohatera, pisząc, że: "Kościuszko nie wydaje się być typem polskim". Autor powołuje się na opinie antropologiczne określające wygląd Kościuszki jako typ: "...podobny do Czuchońców, odgałęzienia Karelów" i przypisujące mu cechy fizyczne wynikające z pomieszania cech różnych ludów. Skałkowski pisze także o niskim pochodzeniu późniejszego bohatera narodowego – z mało znanej litewskiej szlachty o nazwisku "Kostiuszko", prowadzącej monotonne i dalekie od wielkich wydarzeń życie. Kolejne rozdziały poświęcone są edukacji Kościuszki. Jego zdaniem miał się on niczym nie wyróżniać, a w szkole kadetów nie uzyskał dobrego wykształcenia, jako że pierwsi kadeci byli "pijakami, niesfornymi pojedynkowiczami". Nie były to więc dobre przykłady dla młodego Kościuszki.  
Skałkowski odrzuca "fantazje" Korzona o pobycie Kościuszki we Francji. Według niego Kościuszko nie zdobył tam zbyt gruntownego wykształcenia, a o jego edukacji wojskowej we Francji nic nie wiadomo. Również pobyt Kościuszki w Ameryce jest opisany krytycznie. Zdaniem Skałkowskiego przypisywane mu później przez historyków osiągnięcia w armii Waszyngtona są przesadzone, podczas gdy w rzeczywistości nie odegrał istotnej roli w wojnie. Krytykuje również skłonność Kościuszki do tworzenia własnej legendy, choćby przez zaniżanie liczebności wojsk, którymi dowodził w czasie wojny 1792 roku. Do insurekcji autor książki odnosi się krytycznie, choć o jej wybuch nie obwinia Kościuszki; twierdzi jednak, że dowodził nią nieudolnie. Z kolei fakt, że Kościuszko odmówił współpracy z Napoleonem w pozyskaniu dla niego Polaków, Skałkowski uznaje za brak politycznego realizmu. 